# 梁庄镇 (内黄县)
梁庄镇，是中华人民共和国河南省安陽市内黄县下辖的一个乡镇级行政单位。

## 行政区划
梁庄镇下辖以下地区：
乔小吴村、张小吴村、石庄村、齐村、段村、马庄村、梁庄靳庄村、西咀头村、曹李庄村、东咀头村、前咀头村、小后河村、东大城村、牡丹街村、西大城村、后桐村、南李庄村、前桐村、冯庄村、新集村、东留固村、西留固村、张辛寨村、王拐村、宋小寨村、常村、李新寨村、苏村、小柴村、二杨庄村、北李庄村、三杨庄村、马沙河村、新庄村、三拐村、李官寨村、长均寨村、阿虎寨村、梁庄村和白庄村。

## 非虛構文學創作
1. 梁鴻，《中國在梁庄》，台北市：人間出版社，2015年。ISBN：9789866777875
2. 梁鴻，《出梁庄記》，台北市：人間出版社，2015年。ISBN：9789866777882